# 1976 في إسبانيا
فيما يلي قوائم الأحداث التي وقعت خلال عام 1976 في إسبانيا.

## سياسة

### تعيين في المنصب
- 3 يوليو – أدولفو سواريث رئيس وزراء إسبانيا.
- 8 يوليو – ليوبولدو كالبو صوطيلو عضو المحاكم الفرانكوية  [لغات أخرى]‏.

### انتهاء فترة المنصب
- 2 يونيو – ليوبولدو كالبو صوطيلو عضو المحاكم الفرانكوية  [لغات أخرى]‏،Minister of Commerce of Spain ‏،عضو المحاكم الفرانكوية  [لغات أخرى]‏.
- 1 يوليو – كارلوس آرياس نابارو رئيس وزراء إسبانيا.
- 6 يوليو – أدولفو سواريث .
- 7 يوليو – مانويل فراغا ministro de Gobernación  [لغات أخرى]‏.

## رياضة
- 1 يناير – طواف إسبانيا 1976

## ظهور
- 4 مايو – الباييس

## مواليد

### يناير
- 2 يناير – باز فيغا ممثلة إسبانية.
- 3 يناير – دانيال سولا سائق رالي إسباني.
- 5 يناير – دييغو تريستان لاعب كرة قدم إسباني.
- 16 يناير – سيرخيو لوبيرا
- 20 يناير – بابلو لاستراس درّاج طريق إسباني.
- 20 يناير – دايفيد فرنانديز
- 20 يناير – كونشيتا مارتينيز غرانادوس لاعبة كرة مضرب إسبانية.
- 24 يناير – إيناكي لافوينتي لاعب كرة قدم إسباني.
- 25 يناير – جيسيلا مورون سبّاحة إسبانية.
- 25 يناير – مانويل بابلو لاعب كرة قدم إسباني.
- 29 يناير – إيفان بيريز مونوز لاعب كرة قدم إسباني.

### فبراير
- 10 فبراير – كارلوس خيمينيز لاعب كرة سلة إسباني.
- 15 فبراير – أوسكار فريري درّاج طريق إسباني.
- 23 فبراير – فيكتور سانشيز
- 28 فبراير – إسابيل غوميث بيريث

### مارس
- 1 مارس – أليكس ديبون متسابق دراجات نارية إسباني.
- 11 مارس – خافيير كاسكيرو لاعب كرة قدم إسباني.
- 14 مارس – جيمي جامب
- 29 مارس – إيغور أستارلوا درّاج طريق إسباني.

### أبريل
- 5 أبريل – فرناندو مورينتس لاعب كرة قدم إسباني.
- 24 أبريل – خوان مانويل خارات درّاج طريق إسباني.
- 30 أبريل – إيبون نافارو مدرب رياضي إسباني.

### مايو
- 6 مايو – إيفان دي لا بينا لاعب كرة قدم إسباني.
- 15 مايو – إيبون لايانا ديل ريو لاعبة تايكوندو إسبانية.
- 17 مايو – ماريا تيريسا مارتينث
- 29 مايو – بياتريث مانتشون مُجدّفة كانوي إسبانية.
- 29 مايو – خافيير أوليفا رودريغيز لاعب كرة قدم إسباني.
- 29 مايو – ديفيد باوزا لاعب كرة قدم إسباني.

### يونيو
- 17 يونيو – ريكاردو غيلين لاعب كرة سلة إسباني.
- 17 يونيو – كارولينا باسكوال غارثيا لاعبة جمباز إيقاعي إسبانية.

### يوليو
- 1 يوليو – أوريول جونينت لاعب كرة سلة إسباني.
- 10 يوليو – إيكر إيتوربيه لاعب كرة سلة إسباني.
- 11 يوليو – جاكوبو دياز لاعب كرة مضرب إسباني.
- 15 يوليو – خوان فرانسيسكو غارسيا لاعب كرة قدم إسباني.
- 18 يوليو – إيلسا بتاكي
- 23 يوليو – خوانيتو
- 28 يوليو – ايكر فلوريس درّاج طريق إسباني.

### أغسطس
- 2 أغسطس – رييس إستيفيث لوبيث
- 8 أغسطس – أنطون باث بلانكو متسابق يخت إسباني.
- 9 أغسطس – أودري تاتو ممثلة فرنسية.
- 18 أغسطس – خوان أنطونيو راموس سانتشيث لاعب تايكوندو إسباني.
- 27 أغسطس – كارلوس مويا لاعب كرة مضرب إسباني.

### سبتمبر
- 6 سبتمبر – جون لوبيز لاعب كرة قدم إسباني.
- 15 سبتمبر – تيكو لاعب كرة قدم إسباني.
- 28 سبتمبر – سانتياغو كاربينتيرو لاعب كرة قدم إسباني.
- 29 سبتمبر – أوسكار سبييا ريبيرا

### أكتوبر
- 3 أكتوبر – دييغو كاماتشو كويسادا لاعب كرة قدم إسباني.
- 8 أكتوبر – غالو بلانكو لاعب كرة مضرب إسباني.
- 12 أكتوبر – خوان إبيتيي ديووي لاعب كرة قدم إسباني.
- 19 أكتوبر – شابيير فيرنانديث غاثتانياغا رُبّان إسباني.
- 25 أكتوبر – ديفيد ديفيس لاعب كرة يد إسباني.
- 31 أكتوبر – غوتي لاعب كرة قدم إسباني.

### نوفمبر
- 7 نوفمبر – ألبرتو إنتريريوس لاعب كرة يد إسباني.
- 10 نوفمبر – سيرجيو لاعب كرة قدم إسباني.
- 20 نوفمبر – فرنسيسكو بيريز لاعب كرة قدم إسباني.
- 26 نوفمبر – خيسوس كاربايو لاعب جمباز فني إسباني.
- 26 نوفمبر – رودريغو دي لا فونتي لاعب كرة سلة إسباني.
- 28 نوفمبر – أيتور أوسيو لاعب كرة قدم إسباني.
- 30 نوفمبر – إنيكو يانوس تريثلت إسباني.

### ديسمبر
- 14 ديسمبر – سانتياغو أزكويرو لاعب كرة قدم إسباني.
- 15 ديسمبر – روجر غارسيا لاعب كرة قدم إسباني.

## وفيات

### يناير
- 1 يناير – كارلس كومامالا (مواليد 1887) لاعب كرة قدم إسباني.